# The Nautical Almanac

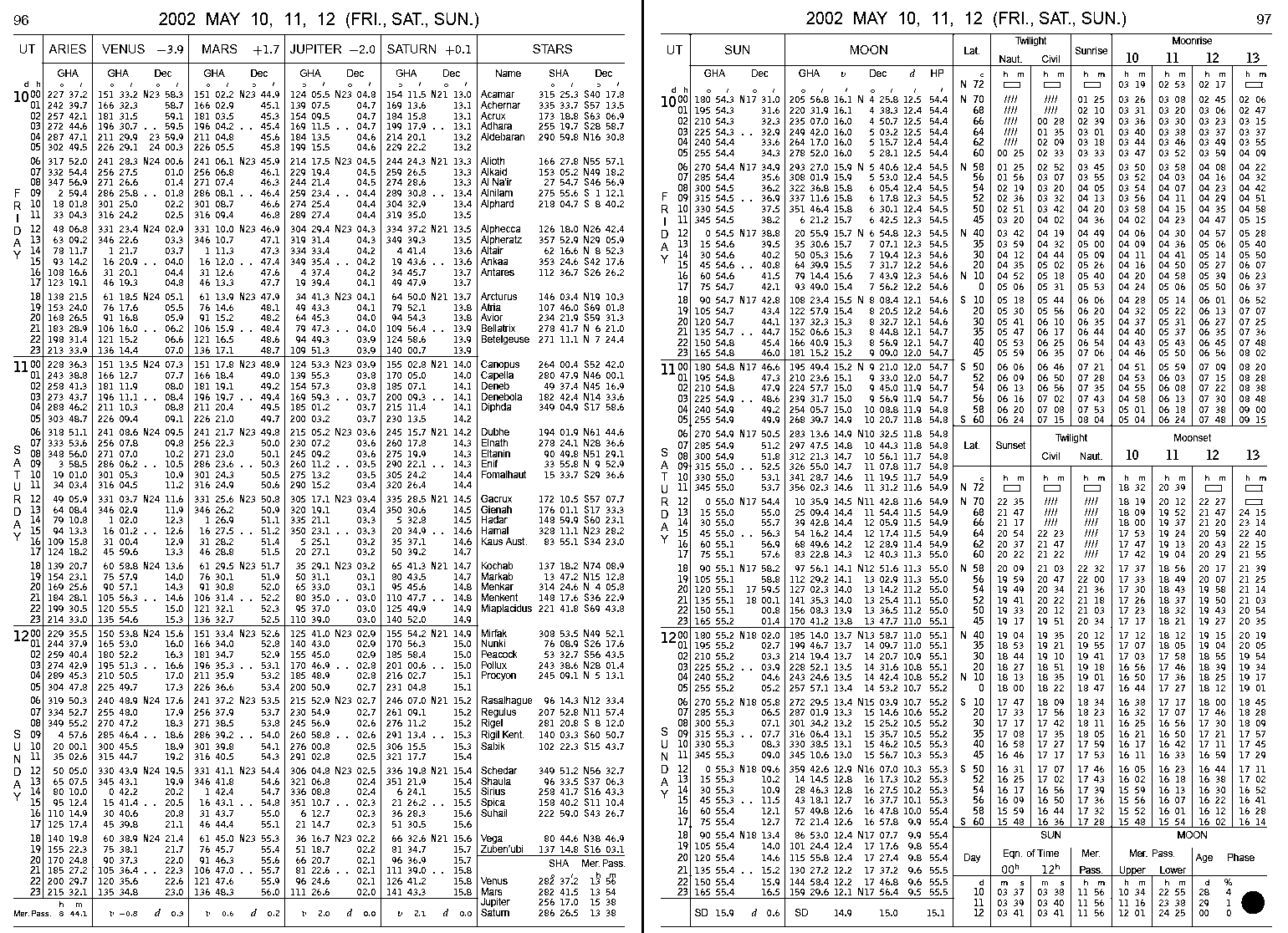
Exemple de page journalière, extrait de l'almanach de 2002

Le Nautical Almanac est une éphéméride destinée à la marine, il contient des tables de relevés astronomiques. L'ouvrage est publié annuellement conjointement par le H.M. Nautical Almanac Office et le U.S. Nautical Almanac Office. Ces deux organismes sont assimilés respectivement aux services hydrographique de l'Amirauté Britannique, le United Kingdom Hydrographic Office et à l'observatoire naval des États-Unis, le United States Naval Observatory.
Des almanachs commerciaux sont également publiés sous copyright du UKHO mais des versions gratuites peuvent être trouvées sur le net.

## Histoire
En Angleterre le premier almanach est publié par l'astronome royal Nevil Maskelyne de l'Observatoire royal de Greenwich, en 1767.
Pour comparaison les services français ont publié le premier Connaissance des temps en 1678. Les éphémérides nautiques sont depuis éditées annuellement par le Bureau des longitudes. 
Aux États-Unis la première parution d'un Nautical Almanac remonte à 1852.
Depuis 1958 les services du Royaume-Uni et des États-Unis publient un almanach unifié destiné aux flottes de leurs pays.

## Description
Les éphémérides nautiques sont des publications décrivant les positions des corps célestes, pour permettre au navigants de déterminer leur position grâce à des relevés astronomiques.

### Pages journalières
Pour chaque jour de l'année ainsi que pour chaque heure pleine sont décrites les positions du soleil, de la lune, du point vernal (Aries) et des planètes observables à l'œil nu.
Ces planètes sont au nombre de quatre, on retrouve ainsi Venus, Mars, Jupiter et Saturne.
Les positions sont exprimées par le GHA, Greenwich Hour Angle, et la Déclinaison, ce que l'on peut traduire sur Terre en longitude et latitude.
On retrouve également les positions des 57 étoiles de navigation. Néanmoins elles ne sont décrites que par rapport au point vernal et que tous les 3 jours, leurs coordonnées sont exprimées en LHA, Local Hour Angle, une correction de la position longitudinale par rapport au GHA du point vernal, et en Déclinaison.
Dans ces pages nous trouvons également les heures de lever et de coucher du soleil et de la lune ainsi que les horaires de crépuscule en fonction de la latitude.

### Les étoiles de navigation
Les 57 étoiles de navigation sont des étoiles ayant été choisies pour leur magnitude ainsi que pour la facilité d’observation et leur déploiement dans le ciel. Elles sont divisées entre l'hémisphère nord et sud.
On retrouve ainsi : 
- Acamar,
- Achernar,
- Acrux,
- Adhara,
- Aldebaran,
- Alioth,
- Alkaid,
- Al Na’ir,
- Alnilam,
- Alphard,
- Alphecca,
- Alpheratz,
- Altaïr,
- Ankaa,
- Antarès,
- Arcturus,
- Atria,
- Avior,
- Bellatrix,
- Betelgeuse,
- Canopus,
- Capella,
- Deneb,
- Denebola,
- Diphda,
- Dubhe,
- Elnath,
- Eltanin,
- Enif,
- Fomalhaut,
- Gacrux,
- Gienah,
- Hadar,
- Hamal,
- Kaus Australis,
- Kochab,
- Markab,
- Menkar,
- Menkent,
- Miaplacidus,
- Mirfalk,
- Nunki,
- Peacock,
- Pollux,
- Procyon,
- Rasalhague,
- Régulus,
- Rigel,
- Rigil Kentaurus,
- Sabik,
- Schedar,
- Shaula,
- Sirius,
- Spica,
- Suhail,
- Véga et
- Zubenelgenubi[9].

L'étoile polaire de par la spécificité de son orientation fait l'objet d'une table à part.

### Autres informations

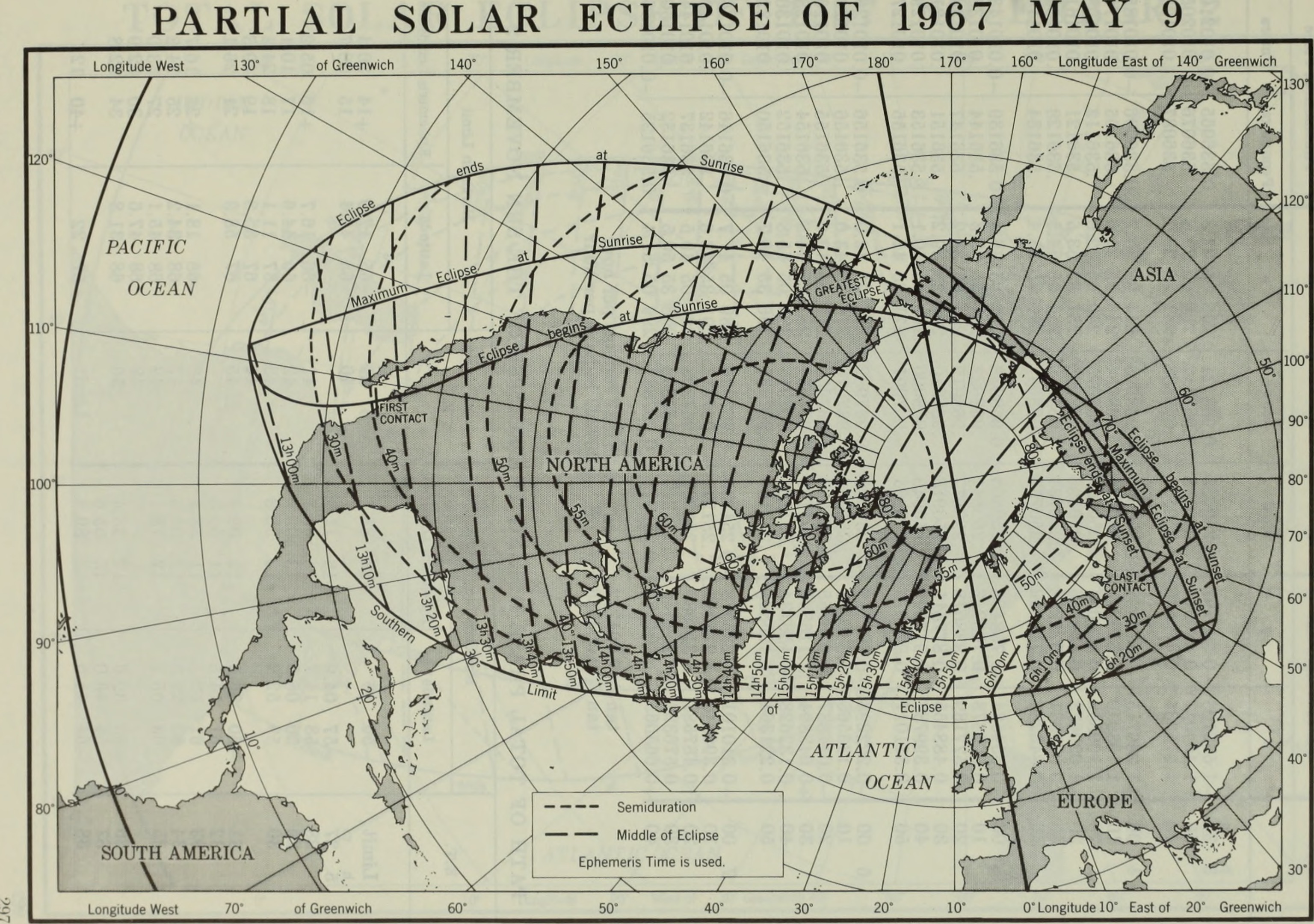
Exemple d'une carte d'éclipse

D'autres tables sont également présentes dans le Nautical Almanac. Ainsi on peut y trouver des sight reduction tables, des sight reduction formulas et d'autres tableaux de correction. Le mouvement des planètes ainsi que les cartes d'éclipses sont incluses. On peut également trouver des cartes d'étoiles afin de permettre aux navigateurs de repérer les étoiles de navigation. 